# チョン・ブギョン
チョン・ブギョン（鄭富競、정부경、英: Jung Bu kyung、1978年5月26日 - ）は、韓国の男性元柔道家、元総合格闘家。ソウル出身。チーム・ユン所属。2000年シドニーオリンピック柔道男子60kg級銀メダリスト。ジョン・ブギョンとも。

## 来歴
韓国体育大学校出身。

### 柔道
2000年、シドニーオリンピック柔道男子60kg級決勝で野村忠宏に敗れ、銀メダルを獲得。

### 総合格闘技
2007年10月、柔道を引退し、FEGと契約をかわした。
2007年12月31日、やれんのか! 大晦日! 2007で負傷欠場したJ.Z.カルバンに代わって青木真也と対戦。腕ひしぎ十字固めを2度極めかける等したが、判定負け。
2008年3月15日、DREAM.1のライト級グランプリ1回戦で石田光洋と対戦し、判定負け。
2008年5月11日、DREAM.3のライト級ワンマッチで中村大介と対戦し、2Rに右ストレートでTKO負け。
2009年2月20日、DEEP 40 IMPACTのライト級王座決定トーナメント1回戦で菊野克紀と対戦し、三日月蹴りからのサッカーボールキックでTKO負けを喫した。
2010年7月19日、格闘技界を引退。韓国体育大学校の柔道指導者になった。

## 戦績
| 総合格闘技 戦績 | 総合格闘技 戦績 | 総合格闘技 戦績 | 総合格闘技 戦績 | 総合格闘技 戦績 | 総合格闘技 戦績 | 総合格闘技 戦績 |
| --------------- | --------------- | --------------- | --------------- | --------------- | --------------- | --------------- |
| 4 試合          | (T)KO           | 一本            | 判定            | その他          | 引き分け        | 無効試合        |
| 0 勝            | 0               | 0               | 0               | 0               | 0               | 0               |
| 4 敗            | 2               | 0               | 2               | 0               | 0               | 0               |

| 勝敗 | 対戦相手 | 試合結果                                       | 大会名                                                               | 開催年月日     |
| ×    | 菊野克紀 | 1R 4:15 TKO（三日月蹴り→サッカーボールキック） | DEEP 40 IMPACT 【ライト級王座決定トーナメント 1回戦】                | 2009年2月20日  |
| ×    | 中村大介 | 2R 1:05 TKO（右ストレート）                    | DREAM.3 ライト級グランプリ2008 2nd ROUND                             | 2008年5月11日  |
| ×    | 石田光洋 | 2R（10分/5分）終了 判定0-3                     | DREAM.1 ライト級グランプリ2008 開幕戦 【ライト級トーナメント 1回戦】 | 2008年3月15日  |
| ×    | 青木真也 | 2R（10分/5分）終了 判定0-3                     | やれんのか! 大晦日! 2007                                             | 2007年12月31日 |

## 獲得タイトル
- 2000年シドニーオリンピック 柔道60kg級 準優勝（2000年）